# Brattås
Brattås is een plaats (tätort) in de Zweedse gemeente Kungsbacka in de provincie Hallands län en het landschap Halland. De plaats heeft 339 inwoners (2005) en een oppervlakte van 58 hectare. De plaats ligt op een schiereiland begrensd door een aantal meren en rivieren, de plaats zelf grenst echter niet aan een van deze wateren, de plaats wordt namelijk omringd door bos en landbouwgrond
Er is ook een småort Brattås (westelijk deel) (Zweeds: Brattås (västra delen)), dit småort heeft 94 inwoners (2005) en een oppervlakte van 16 hectare. Het småort bevat een deel van het westen van Brattås en ligt niet direct aan het tätort Brattås vast, maar er wel dicht bij.

## Verkeer en vervoer
Bij de plaats loopt de Länsväg 158.